# Philidor Bruksela
Philidor Bruksela – belgijski klub szachowy z siedzibą w Brukseli, dwukrotny mistrz kraju.

## Historia
Klub został założony w 1920 roku. Zespół uczestniczył w pierwszym sezonie mistrzostw Belgii (1923 rok), zajmując czwarte miejsce. W składzie drużyny znajdowali się wówczas Arsène Louviau, André Tackels i Pierre Devreese. W tym samym roku klub współorganizował pokaz symultaniczny z udziałem Aleksandra Alechina. W 1924 roku szachiści klubu uzyskali mistrzostwo kraju. W sezonie 1926 Philidor zdobył wicemistrzostwo Belgii. W roku 1934 klub zdobył drugi tytuł mistrzowski. Kadrę zespołu stanowili wówczas Boruch Dyner, Paul Devos, Frits van Seters, Aleksis Jerochow i Marcel Defosse. Pod koniec 1934 roku klub połączył się z CE Bruxelles, tworząc CE Bruxelles et Philidor.